# Discography: The Complete Singles Collection
Discography: The Complete Singles Collection (noto anche semplicemente come Discography) è la prima raccolta del gruppo musicale britannico Pet Shop Boys, pubblicata il 5 novembre 1991 dalla Capitol Records.

## Descrizione
Contiene tutti i singoli pubblicati dal gruppo dal 1985 (anno precedente alla pubblicazione di Please) al 1991 (anno di pubblicazione della compilation stessa). I brani inediti (successivamente pubblicati come singoli) sono DJ Culture, Was It Worth It? e la hit Where the Streets Have No Name (I Can't Take My Eyes Off You).
Contemporaneamente alla raccolta, venne pubblicata una raccolta dei video dei Pet Shop Boys intitolata Videography.

## Accoglienza
La raccolta è stata accolta positivamente dai critici musicali: AllMusic assegna il massimo punteggio alla raccolta, 5 stelle su 5, raccomandandolo e commentando "In questo disco non vengono solo raccolte tutte le numerose hit del duo, disposte cronologicamente...così come non dimostra solo la sofisticatezza musicale costantemente in aumento del duo, ma mostra quali tipi di compositori eleganti Tennant e Lowe sono in realtà". Anche il famoso critico Robert Christgau fu entusiasta della raccolta, assegnandole il voto "A" e commentando "Discography è molto più che un 'successo' o un 'prodotto', i Pet Shop Boys sanno 'concettualizzare'...hanno stabilito un canone che non esisteva prima. Discography è creativa, sensitiva, sensazionale, piacevole". Discography è oggi divenuta l'antologia del duo più nota e di maggior successo e riapparve nelle classifiche britanniche dopo 18 anni dalla sua uscita

## Tracce
1. West End Girls
2. Love Comes Quickly
3. Opportunities (Let's Make Lots of Money)
4. Suburbia
5. It's a Sin
6. What Have I Done to Deserve This?
7. Rent
8. Always on My Mind
9. Heart
10. Domino Dancing
11. Left to My Own Devices
12. It's Alright
13. So Hard
14. Being Boring
15. Where the Streets Have No Name (I Can't Take My Eyes Off You)
16. Jealousy
17. DJ Culture
18. Was It Worth It?

## Classifiche
| Classifica (1991) | Posizione massima |
| ----------------- | ----------------- |
| Australia         | 6                 |
| Austria           | 33                |
| Germania          | 13                |
| Irlanda           | 31                |
| Nuova Zelanda     | 8                 |
| Paesi Bassi       | 26                |
| Regno Unito       | 3                 |
| Spagna            | 75                |
| Stati Uniti       | 111               |
| Svezia            | 14                |
| Svizzera          | 27                |